# デニス・ラッセル・デイヴィス
デニス・ラッセル・デイヴィス（Dennis Russell Davies, 1944年4月16日 - ）は、アメリカ合衆国の指揮者、ピアニスト。

## 経歴
オハイオ州トレド生まれ。ジュリアード音楽院で学ぶ。特にミニマル音楽やバルト三国の作曲家などの現代音楽を得意とし、数々の世界初演を行っている。
他方シュトゥットガルト州立歌劇場やボン市立劇場、シュトゥットガルト室内管弦楽団などの音楽監督を歴任、リンツ・ブルックナー管弦楽団とブルックナー交響曲シリーズを録音するなど、幅広いレパートリーを持っている。ピアノの名手としても有名で、キース・ジャレットの作曲作品を収録したアルバム『キース・ジャレットのリチュアル』を手掛けたり、ベルクの室内協奏曲のCD録音なども行っている。